# Mulhacén
A Mulhacén a Sierra Nevada legmagasabb csúcsa, a maga 3478,6 méterével az Ibériai-félsziget legmagasabb, egyben Spanyolország második legmagasabb pontja. Ez Nyugat-Európa második legmagasabb hegysége a Mont Blanc után, a világranglistán pedig a 64. helyet foglalja el. 
Spanyolország déli részén, Andalúziában, Granada tartományban található. A Sierra Nevada Nemzeti Park részét képezi.

## Elnevezése
A hegység nevét Muley Hacén után kapta, aki a 15. században Granada egyik utolsó arab királya volt és ebben a hegységben temették el. A nevet spanyolosították, így lett Muley Hacén, Mulay Hasan helyett.
A déli oldali lankás, ami megkönnyíti a hegység megmászását, ezért a hegy déli oldalán lévő falvak lakosai „Dombként” emlegetik.

## Megmászás
A hegycsúcs megközelíthető északon Güejar Sierra felől, délen Capileira és Trevélez, valamint Granada és Órgiva irányából.
Az előző évtizedekben, szinte kizárólag motoros járművekkel lehetett megközelíteni a csúcsot, de 1994 óta csak gyalog vagy esetleg lóval közelíthető meg. A déli oldalon lehetőség van hegyikerékpár használatára, de ez az északi oldalon kivitelezhetetlen a rendkívüli meredekség miatt.
A hegymászáshoz legalkalmasabb időszak a nyár, amikor kellemesen enyhe a hőmérséklet, nincs havazás, de a gleccserekre, valamint az erős széllökésekre ilyenkor is számítani kell. A déli és nyugati oldalon ilyenkor szinte akadály nélkül megközelíthető a csúcs, viszont a keleti és északi oldalon ilyenkor is találkozhatunk meredélyekkel, kiemelkedésekkel, amelyek megmászásához profi felszerelésre és tapasztalatra van szükség.
A hegy megmászása egy napot igényel Capileira vagy Trevélez városából (mindkét esetben 2000 méteres szintkülönbséggel kell számolni), de a legelterjedtebb útvonal szerint a kirándulók eltöltenek egy éjszakát a Poqueira nevű hegyi menedékhelyen.
Güejar Sierra felől, a Genil-völgyből indulva jóval nehezebb és hosszabb a csúcsig tartó út köszönhetően a meredekebb hegyoldalnak.
A Sierra Nevada Nemzeti Parkból indulva lehetőség van idegenvezetővel ellátott autóbusszal utazni 2800 méterig és innen már könnyen megközelíthető gyalog a hegycsúcs, ahonnan pazar panoráma terül elénk. Az autóbusz igénybevétele előtt regisztrálni kell a nemzeti park honlapján a magas túljelentkezés miatt.
A téli hónapokban hóviharokkal, lavinákkal kell számolni a hegységben, ezért csak képesített hegymászók tudják elérni a csúcsot biztonságban. Ebben a magasságban nem meglepőek a hirtelen bekövetkező időjárás változások, ilyenkor akár -20 Celsius-fok is mérhető.
A Mulhacén első meghódítása Simón de Rojas Clemende nevéhez fűződik, aki 1804-ben érte el a csúcsot. Az első téli hegycsúcshódítás pedig három hegymászó nevéhez köthető, Félix Basazza, Vicente Montero és Matías Vázquez, akik 1901-ben hódították meg a hegycsúcsot.

## Fordítás
Ez a szócikk részben vagy egészben  a   Mulhacén című spanyol Wikipédia-szócikk fordításán alapul.  Az eredeti cikk szerkesztőit annak laptörténete sorolja fel. Ez a jelzés csupán a megfogalmazás eredetét és a szerzői jogokat jelzi, nem szolgál a cikkben szereplő információk forrásmegjelöléseként.